# Walzenhausen
Walzenhausen je obec ve švýcarském kantonu Appenzell Ausserrhoden. Nachází se na severovýchodním okraji kantonu, asi 25 kilometrů severovýchodně od Herisau v nadmořské výšce 673 metrů. Žije zde přibližně 2 000 obyvatel. 

## Geografie
Walzenhausen leží na nejvýchodnějším úpatí Appenzellských Alp a je rozdělen na několik místních částí. Centrum obce se nachází u horní železniční stanice dráhy Rheineck–Walzenhausen na severním svahu nad Rheineckem. Nedaleké Bodamské jezero je asi o 300 m níže, takže z obce je možné vidět panorama oblasti Bodamského jezera. Na jihovýchodě leží vesnice Walzenhausen-Platz v malé údolní kotlině, která se svažuje k St. Margrethenu. Na území této obce se nachází klášter Grimmenstein, který tvoří exklávu kantonu Appenzell Innerrhoden. Z vesnice Wilen vede spojovací silnice dolů do Bernecku a rýnského údolí na jih. Nejnižší bod obce je 509 m n. m. (Hof), nejvyšší 947 m n. m. (Blasenweid), nádraží Rheineck-Walzenhausen pak v 673 m n. m. 
Z celkové rozlohy katastru obce 698 ha připadá 92 ha na osídlené oblasti, 367 ha na zemědělskou půdu a 242 ha na lesy.

## Historie

Walzenhausen (1949)

Původně patřil Walzenhausen ke statku Höchst-St. Margrethen v údolí Rýna. V té době se nazýval Unter Hirschberg. Tento statek zahrnoval Höchst, St. Margrethen, Fußach, Gaißau až po Walzenhausen a sahal dále až k hranicím Thalu. První listinná zmínka o statku jako Hostetharro marcha pochází z roku 881, první listinná zmínka o Walzenhausenu je z roku 1320. Po appenzellských válkách se Walzenhausen připojil k Appenzellským a stal se součástí appenzellského panství Trogen. Trvalo však až do 16. století, než mohly být územní nároky starého dvora převedeny. Během reformace většina obyvatel Unter Hirschbergu konvertovala k nové víře a v roce 1638 si postavila vlastní kostel. Se stavbou kostela se Walzenhausen konstituoval také jako samostatná obec.
V 19. století byly postaveny první školní budovy a sociální instituce, jako například chudobinec, byly vytyčeny silnice a zlepšila se požární ochrana. Zemědělství a chov dobytka byly stále více doplňovány textilními živnostmi. Sedláci tkali ve vlastních domácích sklepech. Typickým valšeňským plátnem bylo poměrně hrubé plátno. Někteří továrníci díky němu zbohatli. Po roce 1850 se obec vyvinula v centrum výroby hrubé výšivky. Kromě toho zde vzniklo několik soukáren. Prosadilo se také tkalcovství hedvábného pytlového plátna. Toto období prosperity skončilo s vypuknutím první světové války. V roce 1921 vzrostl počet nezaměstnaných na maximum, vyšívací stroje byly sešrotovány a mnoho lidí z Walzenhausenu také emigrovalo do zámoří. Částečné oživení průmyslu v obci přišlo roku 1930, kdy Ulrich Jüstrich otevřel svou kartáčovnu.
Od poloviny 19. století začal Walzenhausen získávat pověst jako lázeňské město. V roce 1870 byl postaven hotel Kurhaus (později Hotel Walzenhausen). Meldegg a Gebhardshöhe byly oblíbenými výletními místy. S výstavbou horské železnice Rheineck-Walzenhausen v roce 1896 souvisel i rozkvět turistiky. V konkurenci nedalekého Heidenu ubytovával Walzenhausen především hosty ze středních vrstev. Vypuknutí první světové války náhle ukončilo turistický ruch.
Konec textilního průmyslu a cestovního ruchu způsobil výrazný pokles počtu obyvatel. Obchod, založení několika specializovaných podniků a nový typ lázeňské turistiky s rehabilitační klinikou v Rheinburgu to dokázaly kompenzovat jen částečně.

## Obyvatelstvo

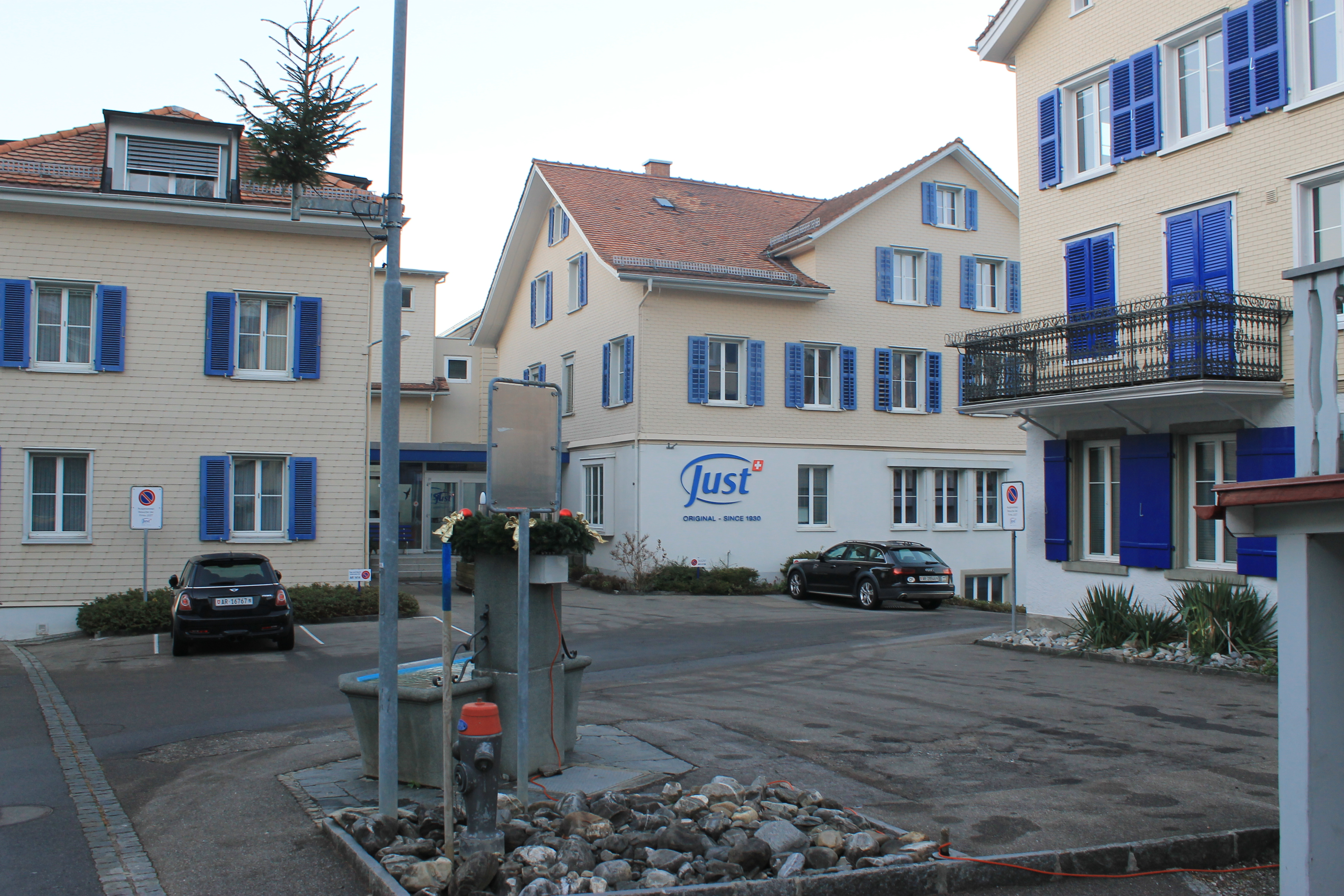
Centrum obce

| Vývoj počtu obyvatel | Vývoj počtu obyvatel | Vývoj počtu obyvatel | Vývoj počtu obyvatel | Vývoj počtu obyvatel | Vývoj počtu obyvatel | Vývoj počtu obyvatel | Vývoj počtu obyvatel | Vývoj počtu obyvatel | Vývoj počtu obyvatel | Vývoj počtu obyvatel | Vývoj počtu obyvatel | Vývoj počtu obyvatel | Vývoj počtu obyvatel | Vývoj počtu obyvatel | Vývoj počtu obyvatel |
| -------------------- | -------------------- | -------------------- | -------------------- | -------------------- | -------------------- | -------------------- | -------------------- | -------------------- | -------------------- | -------------------- | -------------------- | -------------------- | -------------------- | -------------------- | -------------------- |
| Rok                  | 1667                 | 1813                 | 1850                 | 1870                 | 1888                 | 1900                 | 1920                 | 1941                 | 1960                 | 1980                 | 1990                 | 2000                 | 2010                 | 2020                 | 2022                 |
| Počet obyvatel       | 1013                 | 1483                 | 1794                 | 2235                 | 2959                 | 3078                 | 3029                 | 2408                 | 2345                 | 2004                 | 2152                 | 2181                 | 2050                 | 2015                 | 2040                 |

## Hospodářství
Oblast byla původně zemědělská. Převládalo zde pěstování trávy, obilí a ovoce, a také produkce mléka. V roce 2021 však Walzenhausen čítal pouze 20 zemědělských podniků. Do roku 1910 se zde pěstovalo také víno, tato tradice byla obnovena v roce 2004.
V obci působí řada komerčních podniků. Kolem 200 malých a středních podniků je sdruženo v živnostenském spolku Walzenhausen. Toto sdružení také každých několik let pořádá obchodní výstavu GEWA.

## Doprava

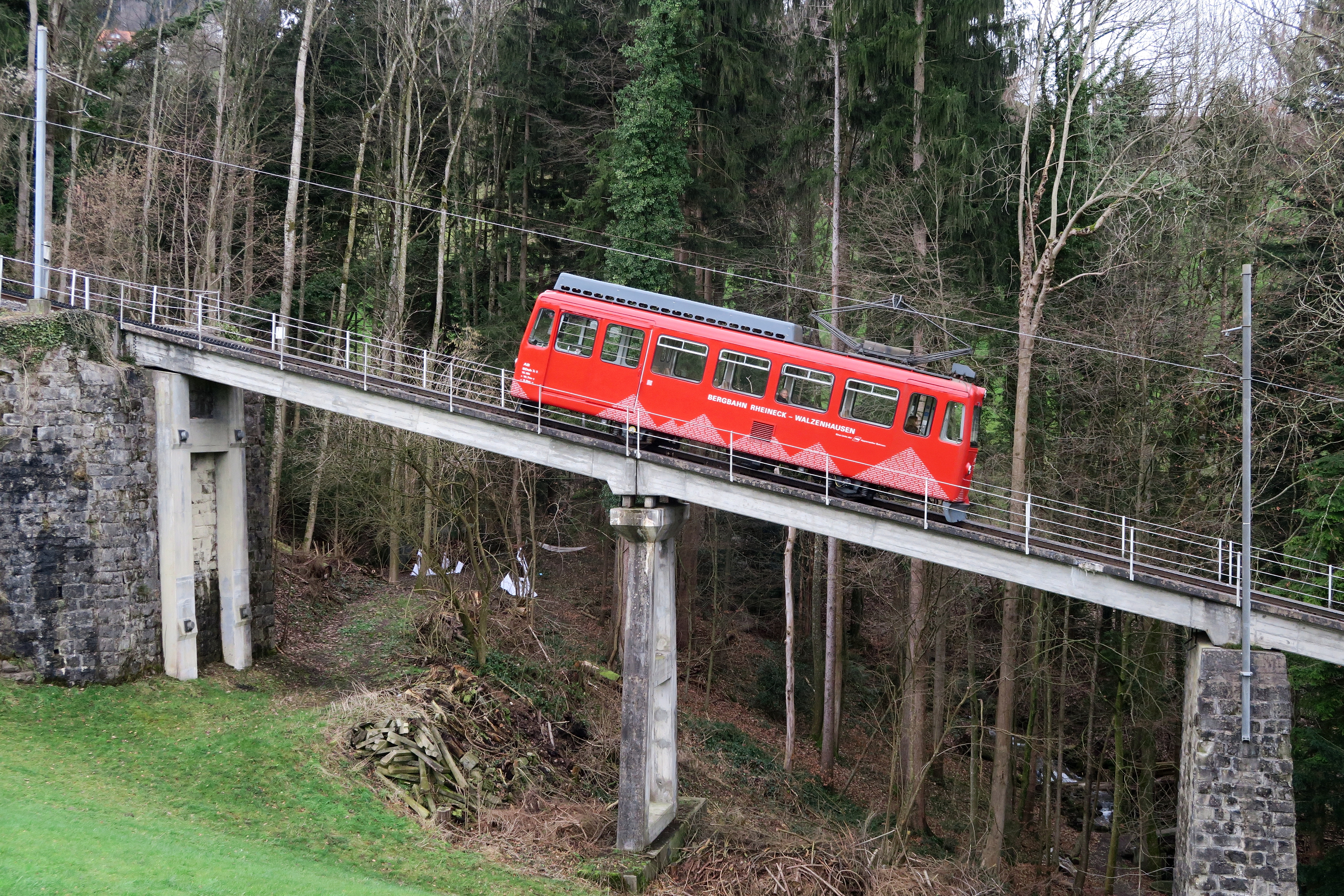
Vlak na trati Rheineck–Walzenhausen

Horská železnice Rheineck–Walzenhausen byla otevřena v roce 1896. Zpočátku jezdila pouze z Ruderbachu (St. Margrethen) do Walzenhausenu, později na trati do Rheinecku jezdila také tramvaj. Byla vybudována turisticky zajímavá trať se dvěma tunely a třemi mosty přes soutěsku Hexenkirchlischlucht. První železnice byla provozována na vodu, která se v horní stanici napouštěla do nádrže a pak táhla spodní vůz nahoru. V 50. letech 20. století byla trať kompletně zrekonstruována, elektrifikována a prodloužena do Rheinecku. V současnosti horská železnice Rheineck–Walzenhausen patří společnosti Appenzeller Bahnen, která plánuje do roku 2026 dráhu plně automatizovat.
Kromě napojení na železniční síť v Rheinecku má Walzenhausen také pravidelné poštovní autobusové spojení do St. Margrethenu a Heidenu.